# Пчелиные волки

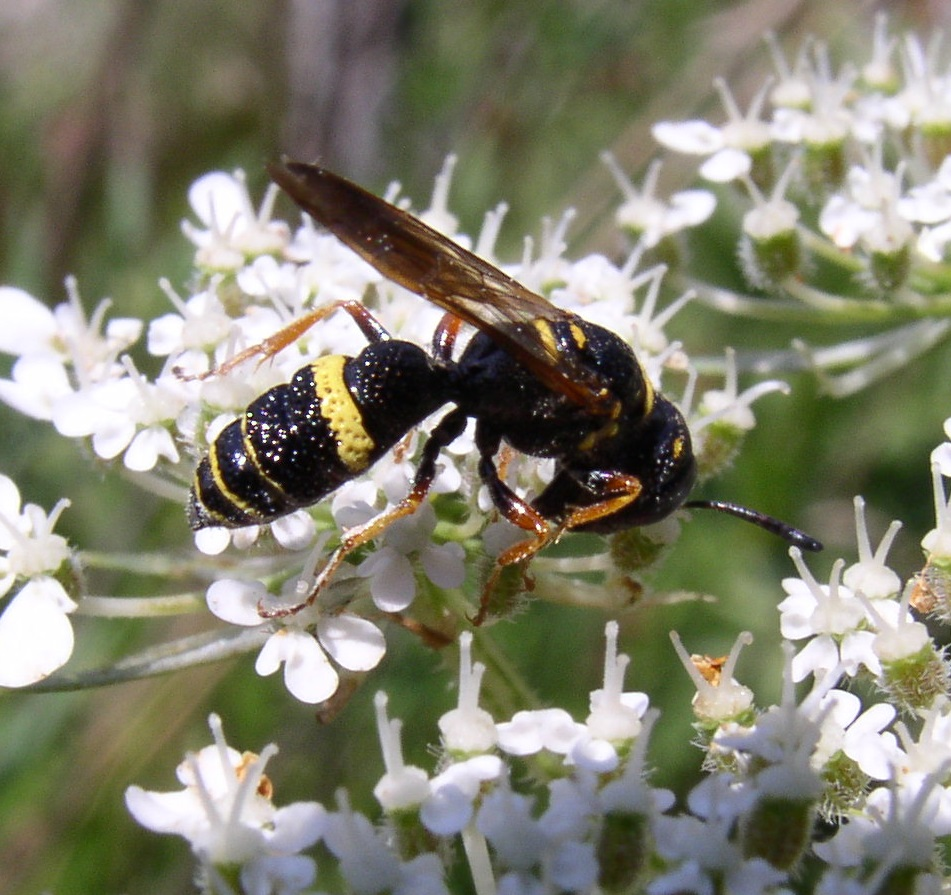
Philanthus gibbosus

Пчелиные волки, или филанты, или пчелоеды (лат. Philanthus) — род песочных ос из подсемейства Philanthinae (триба Philanthini).

## Распространение
Повсеместно, кроме Австралии и Южной Америки. В Казахстане 10 видов. Для фауны СССР указывалось около 13 видов.
В Палеарктике 32, в России 8 видов.

## Описание
Стройные осы с чёрным телом, на котором развит жёлтый рисунок. На внутреннем крае глаза небольшая вырезка. На последнем тергите брюшка пигидальное поле отсутствует. Гнездятся в земле, самки роют довольно глубокие норки (до 85 см). Ловят пчёл, которых используют как корм для личинок. Пчелиный волк (Philanthus triangulum) вредит пчеловодству.

## Систематика
Более 130 современных видов. Относится к трибе Philanthini.

### Список видов
Среди видов фауны Европы:
- Philanthus coarctatus Spinola, 1839
- Philanthus coronatus Fabricius, 1790 — Филант корончатый[2]
- Philanthus dufourii Lucas, 1849
- Philanthus pulchellus Spinola, 1843
- Philanthus sculpturatus Gayubo, 1991
- Philanthus triangulum (Fabricius, 1775) — Пчелиный волк[2]
- Philanthus venustus (Rossi, 1790) — Филант хищный[2]

### Палеонтология
Известно 2 ископаемых вида из олигоцена Северного полушария.
- Philanthus annulatus Theobald, 1937 — Франция
- Philanthus saxigenus Rohwer, 1909 — Колорадо

### Другие виды
- Philanthus albopilosus (P. simillimus)
  - Philanthus albopilosus albopilosus
  - Philanthus albopilosus manuelito
- Philanthus arizonicus
- Philanthus banabacoa
- Philanthus barbatus
- Philanthus barbiger
- Philanthus basilaris
- Philanthus bicinctus
- Philanthus bilunatus
- Philanthus boharti
- Philanthus coarctatus (P. niloticus)
  - Philanthus coarctatus coarctatus
  - Philanthus coarctatus raptor
  - Philanthus coarctatus siculus
- Philanthus coronatus
  - Philanthus coronatus coronatus
  - Philanthus coronatus orientalis
- Philanthus crabroniformis
- Philanthus crotoniphilus
- Philanthus elegantissimus
- Philanthus fuscipennis
- Philanthus gibbosus
- Philanthus gloriosus
- Philanthus histrio
- Philanthus inversus
- Philanthus lepidus
- Philanthus levini
- Philanthus loeflingi
- Philanthus michelbacheri
- Philanthus multimaculatus
- Philanthus nasalis
- Philanthus neomexicanus
- Philanthus occidentalis
- Philanthus pacificus
- Philanthus parkeri
- Philanthus politus
- Philanthus psyche
- Philanthus pulchellus
- Philanthus pulcher
- Philanthus sanborni
- Philanthus saxigenus
- Philanthus schusteri
- Philanthus sculpturatus
- Philanthus serrulatae (P. siouxensis)
- Philanthus solivagus
- Philanthus stygius
  - Philanthus stygius stygius
  - Philanthus stygius atronitens
- Philanthus tarsatus
- Philanthus variegatus
- Philanthus ventilabris
- Philanthus ventralis (Ococletes ventralis)
- Philanthus venustus
- Philanthus zebratus